# Iago ab Idwal Foel
|  | Aquest article tracta sobre el rei de Gwynedd. Si cerqueu el rei de Powys, vegeu «Iago ab Idwal ap Meurig». |

Iago ab Idwal (o Iago ab Idwal Foel) va ser un rei de Gwynedd que visqué al segle x. Els Annals de l'Ulster l'atorguen el títol de Rei dels britons.

## Biografia
Iago va ser el fill d'Idwal Foel, i rere la mort del seu pare en batalla el 942 hagués hagut de passar a regir Gwynedd juntament amb el seu germà Ieuaf ab Idwal. Tanmateix, Hywel Dda, rei de Deheubarth, aprofità l'oportunitat per envair Gwynedd i prendre els prínceps com a presoners.
En morir Hywel l'any 950, Iago i Ieuaf reclamaren el tron de Gwynedd, expulsant-ne els fills de Hywel. La lluita continuà entre les dues dinasties, amb Iago i Ieuaf fent ràtzies tan al sud com Dyfed el 952, i els fills de Hywel atacant terres tan al nord com la vall de Conwy el 954, abans que fossin vençuts en una batalla a prop de Llanrwst i haguessin de marxar a cuita-corrents a Ceredigion.
Els fills d'Idwal es barallaren entre ells i Iago feu Ieuaf presoner el 969. Malgrat una derrota temporal el 974, Iago regí Gwynedd fins a l'any 979 quan al seu torn fou pres pel fill d'Ieuaf, Hywel ab Ieuaf, que s'emparà del reialme. No se sap què se'n va fer del vençut Iago.
Iago va ser el pare de Cynan ab Iago.